# Cudileufu
Cudileufu es un caserío ubicado en la comuna de Panguipulli, este caserío se encuentra al oeste de la ciudad de Panguipulli.
Aquí se encuentra la Escuela Rural Cudileufu.

## Hidrología
Cudileufu se encuentra en las nacientes del estero Papal, tributario del Río Miñaquereo.

## Accesibilidad y transporte
Cudileufu se encuentra a 8,5 km de Panguipulli a través de la Ruta T-391.